# Ruiny katedry św. Pawła w Makau

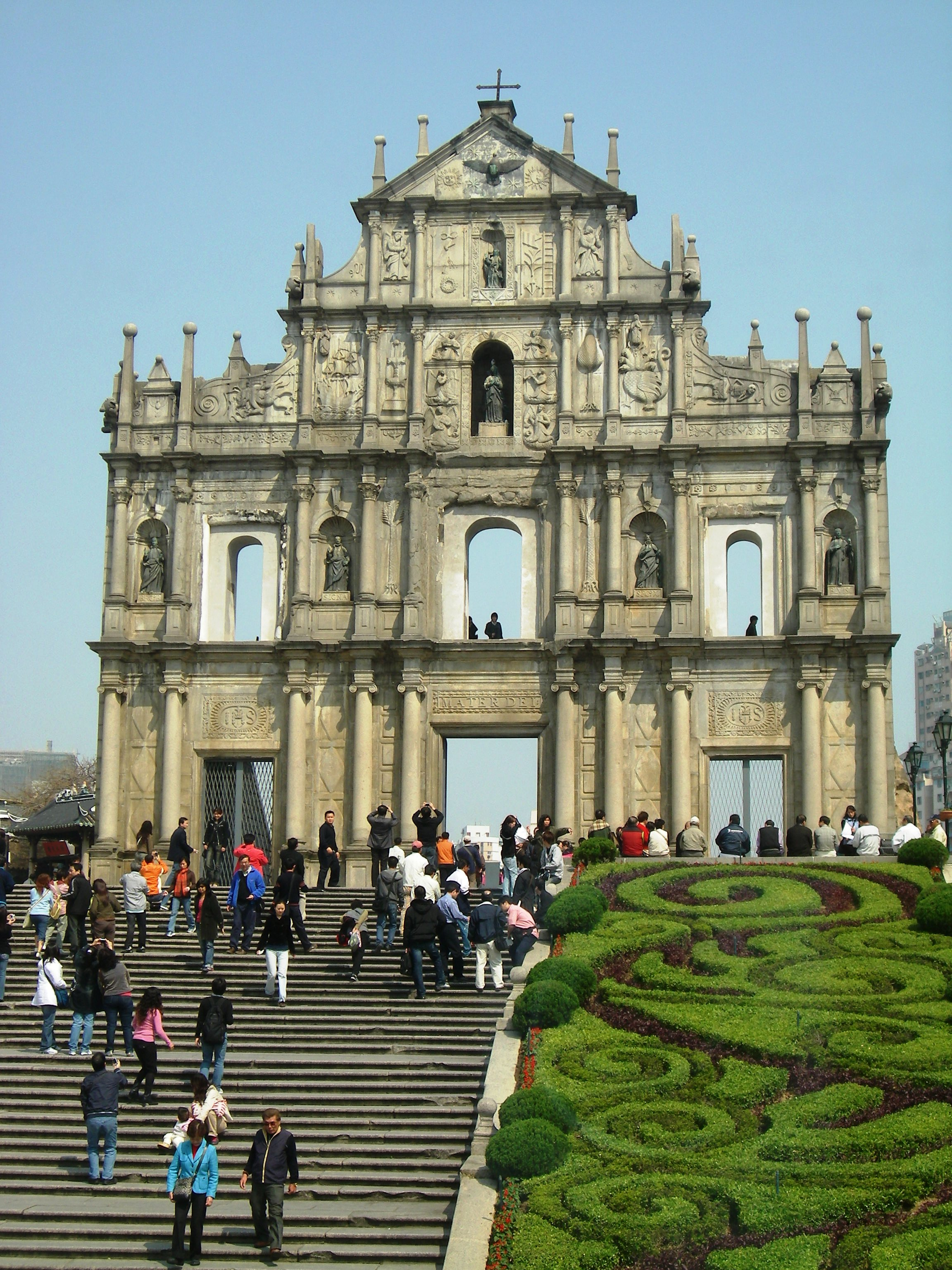
Ruiny katedry św. Pawła

Ruiny katedry św. Pawła w Makau – pozostałości po barokowej katedrze św. Pawła w Makau, będące jednym z najważniejszych zabytków miasta, wpisane wraz z całym zabytkowym centrum na listę światowego dziedzictwa UNESCO. Do dziś zachowała się jedynie ściana frontowa i kamienne schody prowadzące do świątyni. Powszechnie przyjęta nazwa "katedra św. Pawła" jest błędna, w rzeczywistości kościół był pod wezwaniem Matki Bożej.

## Historia
Pierwsza świątynia powstała w 1580 roku, jednak została zniszczona przez pożary w latach 1595 i 1601. W 1602 roku rozpoczęto odbudowę gmachu według projektu włoskiego jezuity Karola Spinoli. W pracach budowlanych brali udział głównie chrześcijańscy rzemieślnicy z Japonii, którzy uciekli przed prześladowaniami w kraju. Kościół został ukończony w 1637 roku i stanowił wówczas największą świątynię katolicką w Azji Wschodniej. Budynek trzykrotnie stawał w płomieniach, największe straty spowodował ostatni pożar, do którego doszło 1 stycznia 1835 na skutek tajfunu. Ogień zniszczył niemal całą świątynię z wyjątkiem przedniej fasady i kamiennych schodów przed kościołem, które zachowały się do dziś.
W latach 1990–95 przeprowadzono badania archeologiczne kościoła, podczas których odkopano fundamenty wraz z kryptą i odkryto wiele religijnych artefaktów. Podjęto także prace renowacyjne, mające na celu wzmocnienie konstrukcji fasady i uniknięcie jej zawalenia. W tym czasie utworzono również muzeum, w którym organizowane są wystawy poświęcone sztuce religijnej.
W roku 2005 ruiny wraz z zabytkowym centrum Makau zostały wpisane na listę światowego dziedzictwa UNESCO.

## Architektura
Według materiałów historycznych katedra powstała z białego kamienia i miała duże sklepienie. Składała się z trzech zdobionych sal.
Fasada, która powstała w latach 1620-1627, zbudowana jest z granitu i stanowi przykład architektury barokowej z bogatymi dekoracjami i płaskorzeźbami, ale także z elementami orientalnymi. Ściana ma ok. 27 m wysokości, 23,5 m szerokości, 2,7 m grubości i jest wyraźnie podzielona na pięć poziomów. Na najniższym poziomie znajdują się trzy wejścia i dziesięć kolumn. Nad środkowym wejściem wyryto napis MATER DEI, co oznacza Matkę Bożą. Nad wejściami bocznymi znajdują się napisy IHS. Na drugim poziomie mieści się dziesięć kolumn i trzy łukowate okna. Ponadto rozmieszczono tam cztery wnęki, w których znajdują się cztery figury świętych katolickich. 
Pozostałe trzy poziomy posiadają najbogatsze zdobienia. Na środku trzeciego poziomu stoi rzeźba Marii, a na poziomie czwartym znajduje się figura Jezusa. Płaskorzeźby na tych poziomach przedstawiają m.in. diabły, anioły, portugalskie żaglowce, chińskie lwy i chryzantemy. Na samej górze znajduje się fronton w kształcie trójkąta, co symbolizuje Trójcę Świętą. W najwyższym punkcie ściany umieszczono krzyż. 
Obecnie z tyłu fasady znajdują się stalowe schody, którymi turyści mogą wchodzić na wyższe poziomy.